# UKH Dębica
UKH Dębica – polski klub hokeja na lodzie z siedzibą w Dębicy.

## Historia
Treningi hokejowe na krytym lodowisku w Dębicy rozpoczęto w 1998. W 2004 do rejestru stowarzyszeń wpisano Uczniowski Klub Hokejowy Dębica. W 2010 szkoleniowcem w klubie został Arkadiusz Burnat.
Drużyna występowała także pod nazwami UKH Śnieżka i UKH Cheeloo.
W sezonie II ligi 2012/2013 zespół dotarł do finału Grupy Wschodniej, gdzie uległ drużynie KKH Kaszowski Krynica. W połowie 2013 klub został zgłoszony do rozgrywek I ligi i w sierpniu 2013 przyznał mu licencję na występcy w sezonie 2013/2014.
Do 2019 prezesem klubu był Marcin Hadowski.

## Sezony
- 2012/2013: 2. miejsce w Grupie Wschodniej II ligi
- 2013/2014: 8. miejsce w I lidze
- 2014/2015: 9. miejsce w I lidze
- 2015/2016: 2. miejsce w I lidze (finał)
- 2016/2017: 4. miejsce w I lidze (półfinał)
- 2017/2018: 8. miejsce w I lidze
- 2018/2019: 7. miejsce w I lidze

## Zawodnicy
Wychowankiem klubu jest Bartosz Ciura. W sezonie I ligi 2013/2014 w drużynie występowali równolegle zawodnicy Ciarko PBS Bank KH Sanok.